# Paule Gobillard
Paule Gobillard (3 de diciembre de 1867 - 27 de febrero de 1946) fue una artista y pintora posimpresionista francesa. Era sobrina de Berthe Morisot y Eugène Manet, hermano de Édouard Manet, quien le dio lecciones de pintura como parte de su educación al quedar huérfana a temprana edad. A diferencia de sus parientes, no fue tan conocida en la escena artística de aquella época. Expuso en la Société des Artistes Indépendants en 1904 y 1926.

## Biografía
Los pocos detalles que se conservan sobre la vida personal de Gobillard se basan principalmente en las memorias de su prima Julie Manet. Nació en la ciudad de Quimperlé, en la costa sur de Bretaña. Fue la hija mayor de Théodore Gobillard (1833–1879) e Yves Morisot (1838–1893), hermana de Berthe Morisot, destacada pintora impresionista, y descendiente directa de Jean-Honoré Fragonard, pintor rococó del Antiguo Régimen. Tenía dos hermanos, Marcel y Jeanne. Durante su infancia, Gobillard fue alumna y modelo frecuente de su tía y aparece en al menos diez cuadros de Morisot, entre ellos Paule Gobillard En Robe De Bal.
En 1893, a los 26 años, se quedó huérfana junto a sus hermanos tras el fallecimiento de su madre y residió con su tía Berthe en París. Durante la estadía, ella y su hermana Jeanne sirvieron inicialmente de modelos para los cuadros de su tía. Además de esto, Berthe le enseñó a pintar. A raíz de su educación de influencia impresionista, Gobillard se dedicó a pintar la vida cotidiana de niños, mujeres y escenas al aire libre a través de tonos pasteles claros, sobre todo en la representación de sus bodegones de jarrones con flores. Por recomendación de su tía, practicó en el taller del pintor Henri Gervex y pasó tiempo en el museo del Louvre estudiando a los «antiguos maestros».

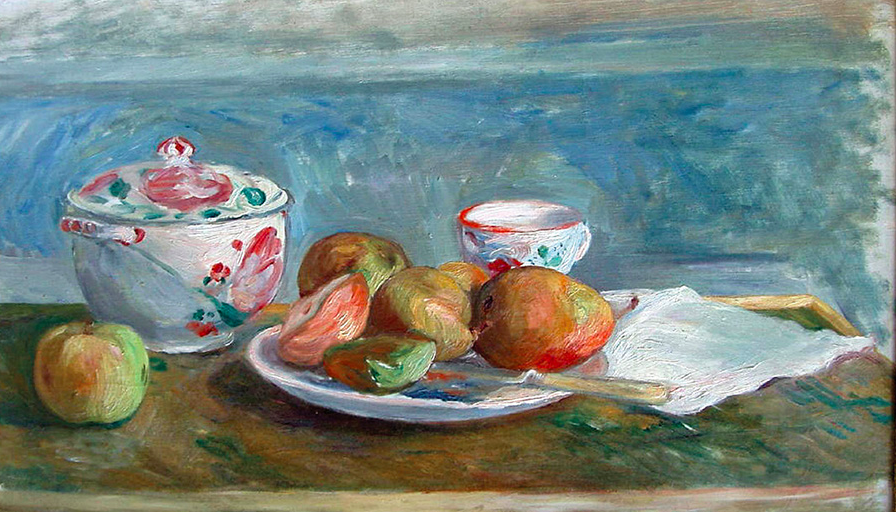
Nature morte aux coings, Findlay Galleries

También se inspiró en los tonos de color de su otro mentor, Pierre-Auguste Renoir. El pintor a menudo le imploraba a las hermanas Gobillard que posaran para él como modelos, y en paralelo les enseñaba, pintando durante sus encuentros en la costa sur de Francia, especialmente en la región de Bretaña. Durante este periodo, también fue modelo en varias fotografías de su amigo Edgar Degas. En 1894, realizó su primera exposición de obras y, posteriormente, fue expuesta junto a otros destacados artistas de la época en la Société des Artistes Indépendants. En 1900, su hermana se casó con el poeta y ensayista francés Paul Valéry. Tras el matrimonio, Gobillard residió con la pareja en la casa de Morisot, donde realizó algunas de sus obras más conocidas. Posteriormente expuso otras dos pinturas en el Salon d'Automne en 1904 y doce obras en el Le Salon des Tuileries en 1926. La artista continuó pintando hasta su fallecimiento en 1946 en París.

## Legado
En 1983, la entonces prima dama de Filipinas, Imelda Marcos, habría comprado 52 cuadros de Gobillard por 273 000 dólares  a la galería de arte Hammer Galleries, con sede en Nueva York, como parte de sus extravagantes gastos en el extranjero durante el mandato de su marido, Ferdinand Marcos. Las pinturas están siendo litigadas por la  Comisión Presidencial del Buen Gobierno (PCCG) de Filipinas.
El 30 de junio de 2004, la casa de subastas parisina Calmels-Cohen subastó más de 100 cuadros y dibujos de la colección de su sobrino, François Valéry.